# Guerra civil española en Bilbao
Durante la guerra civil española, Bilbao fue la sede del Gobierno Provisional del País Vasco, que se alojaba en el Hotel Carlton, situado en la Plaza Elíptica. En la guerra civil, Bilbao fue bombardeada por aviones alemanes e italianos al servicio del ejército sublevado. Tanto el Gobierno Vasco como el Banco de España en Bilbao emitieron moneda propia en la ciudad. Habiendo caído Álava y la mayor parte de Guipúzcoa en manos del bando sublevado, Bilbao fue protegida con una línea fortificada denominada Cinturón de Hierro. El ingeniero que la proyectó, Alejandro Goicoechea, se pasó al bando franquista con los planos de las fortificaciones, cayendo Bilbao pocos meses después en poder de los sublevados.
En el Palacio de Ibaigane se estableció la sede de la Ertzaña, policía motorizada organizada por el Gobierno Vasco y precursora de la actual Ertzaintza. El orden fue garantizado salvo varios episodios  polémicos en los que tras varios bombardeos, milicianos republicanos asaltaron el 25 de septiiembre de 1936 los barcos-prisión "Cabo Quilates" y "Altuna Mendi" y el 2 de octubre de 1936 se asaltó nuevamente la prisión del "Cabo Quilates" provocando una matanza . Así mismo el 4 de enero de 1937, nuevamente tras un bombardeo sobre Bilbao, hubo un asalto sobre la cárcel de la villa que provocó otro baño de sangre para vengarse de los presos del bando sublevado. Este hecho estuvo a punto de costar la cabeza del entonces consejero de Interior, Telesforo Monzón.
En su retirada, las tropas nacionalistas y republicanas volaron todos los puentes sobre la ría. Para que la retirada de Bilbao fuera ordenada, tropas nacionalistas, bajo órdenes directas del lehendakari José Antonio Aguirre (que ocupaba entonces también la cartera de Defensa), lucharon en el monte Archanda una batalla perdida de antemano dada la diferencia de fuerzas. El Consejero del Gobierno Vasco y futuro Lehendakari Jesús María de Leizaola, decidió no volar las industrias que circundaban la villa dado que el pueblo vasco, en el futuro, debía, en cualquier caso, poder seguir teniendo sustento, según palabras del propio consejero. En la película Raza aparece metraje auténtico de la entrada de las tropas sublevadas en Bilbao.